# Куликоро
Кулико́ро (фр. Koulikoro) — город в юго-западной части Мали. Является административным центром одноимённых области и округа. Население коммуны составляет 43 174 человека (по оценке 2009 года). Мэр города — Юсуф Траоре.

## География

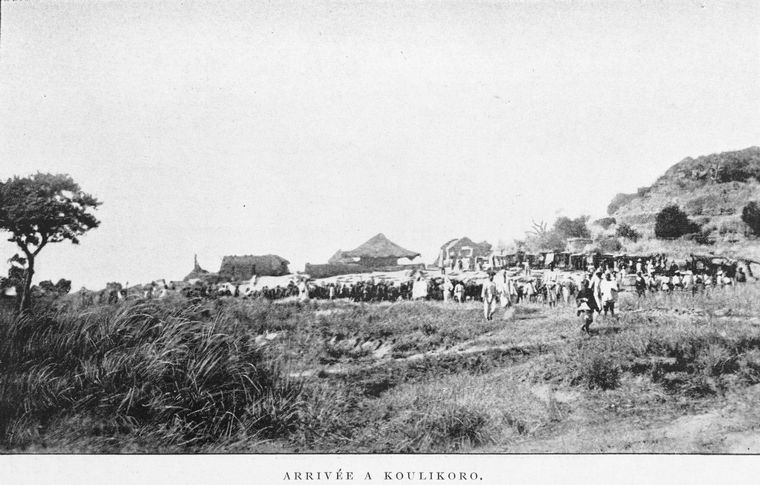
Куликоро в 1898 году.

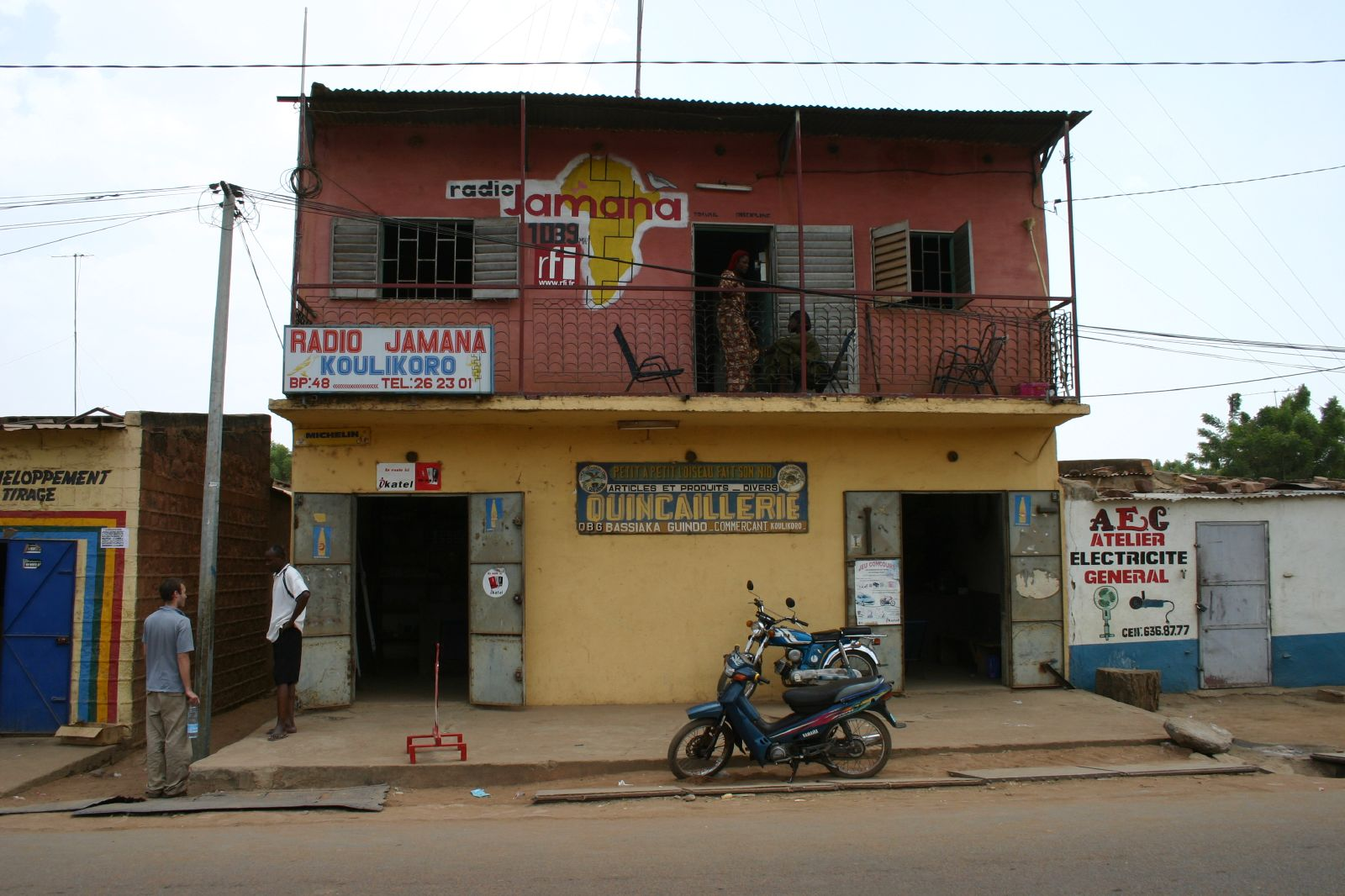
Здание местной радиостанции «Джамана».

Город расположен в 55 км к северо-востоку от столицы страны, Бамако. Куликоро стоит на пустынном плато, на берегу крупнейшей реки Западной Африки — Нигер. Высота окрестных земель над уровнем моря колеблется в пределах от 250 м до 600 м.

## Население
Население города по данным на 2012 год составляет 28 810 человек; по данным переписи 1998 года оно насчитывало 22 673 человека. По оценке 2009 года, население коммуны Куликоро составляет свыше 43 тыс. чел. Национальный состав — малинке, бамбара и сонинке.

## Экономика
Основной отраслью промышленного производства в Куликоро является пищевая. Наиболее развито производство арахисового и хлопкового масел. Также развито мыловарение. В окрестностях города выращиваются арахис, сорго, манго, просо, хлопок и другие сельскохозяйственные культуры.
Город соединён со столицей страны железнодорожной веткой.

## Образование
В Куликоро расположена Общевойсковая военная школа.

## Города-побратимы
- Кетиньи, Франция
- Бус, Германия[4]